# Поле битвы (фильм)
«Поле битвы» (англ. Battleground) — кинофильм режиссёра Уильяма Уэллмана, вышедший на экраны в 1949 году. Лента рассказывает о событиях Бастонского сражения времён Второй мировой войны.

## Сюжет
Декабрь 1944 года. Бойцы американской 101-й воздушно-десантной дивизии находятся в предвкушении отдыха и строят планы о поездке в Париж в ближайшие дни. Неожиданно поступает приказ выдвигаться на боевую позицию; солдаты недовольны, но вынуждены подчиниться. Марш-бросок на грузовиках приводит их в городок Бастонь, в окрестностях которого они окапываются. Никто точно не знает цели их миссии и диспозиции врага. Вскоре начинается артобстрел, а затем появляются немецкие войска…

## В ролях
- Вэн Джонсон — Холли
- Джон Ходяк — Джарвесс
- Рикардо Монтальбан — Родригес
- Джордж Мерфи — «Поп» Стазак
- Маршалл Томпсон — Джим Лэйтон
- Джером Кортланд — Эбнер Спадлер
- Дон Тэйлор — Стэндиферд
- Брюс Каулинг — Волович
- Джеймс Уитмор — Кинни
- Дуглас Фоули — «Кипп» Кипптон
- Дениз Дарсель — Дениз
- Ричард Джекел — Беттис
- Джеймс Арнесс — Гарби

В титрах не указаны
- Иван Тризо — немецкий капитан
- Томми Нунан — отставший солдат
- Дэвид Холт — отставший солдат

## Реакция
Фильм принёс MGM самые крупные кассовые сборы за последние пять лет. При бюджете в 1 631 000 долларов в прокате он собрал 4 722 000 в США и Канаде, а также 1 547 000 в других странах. Журнал «Photoplay» назвал картину лучшим фильмом 1949 года.
В 1951 году компания MGM сняла аналогичный фильм, «Поставить всё на карту!» был срежиссирован Робертом Пирошом, сценаристом «Поля битвы», а главная роль также была исполнена Вэном Джонсоном.

## Награды и номинации
- 1950 — премии «Оскар» за лучший сценарий (Роберт Пирош) и за лучшую операторскую работу для черно-белого фильма (Пол Вогел), а также 4 номинации: лучший фильм, лучший режиссёр (Уильям Уэллман), лучшая мужская роль второго плана (Джеймс Уитмор), лучший монтаж (Джон Даннинг).
- 1950 — премии «Золотой глобус» за лучший сценарий (Роберт Пирош) и за лучшую мужскую роль второго плана (Джеймс Уитмор).
- 1950 — номинация на премию Гильдии сценаристов США за лучшую американскую драму (Роберт Пирош).
- 1951 — «Золотая медаль за фильм года» от журнала Photoplay.